# Kanton Dreux-Sud
Der Kanton Dreux-Sud war von 1982 bis 2015 ein französischer Wahlkreis im Arrondissement Dreux, im Département Eure-et-Loir und in der Region Centre-Val de Loire; sein Hauptort war Dreux. Sein Vertreter im Conseil Régional für die Jahre 2004 bis 2010 war Daniel Frard. 
Der Kanton umfasste fünf Gemeinden und einen Teil der Stadt Dreux.

## Gemeinden
| Gemeinde                | Einwohner Jahr | Fläche km² | Bevölkerungsdichte | Postleitzahl | Code INSEE |
| ----------------------- | -------------- | ---------- | ------------------ | ------------ | ---------- |
| Aunay-sous-Crécy        | 572 (2013)     | –          | – Einw./km²        | 28500        | 28014      |
| Dreux                   | 31373 (2013)   | –          | – Einw./km²        | 28100        | 28134      |
| Garnay                  | 880 (2013)     | –          | – Einw./km²        | 28500        | 28171      |
| Marville-Moutiers-Brûlé | 931 (2013)     | –          | – Einw./km²        | 28500        | 28239      |
| Tréon                   | 1365 (2013)    | –          | – Einw./km²        | 28500        | 28394      |
| Vernouillet             | 12047 (2013)   | –          | – Einw./km²        | 28500        | 28404      |